# 아프리카의 나라와 속령 목록

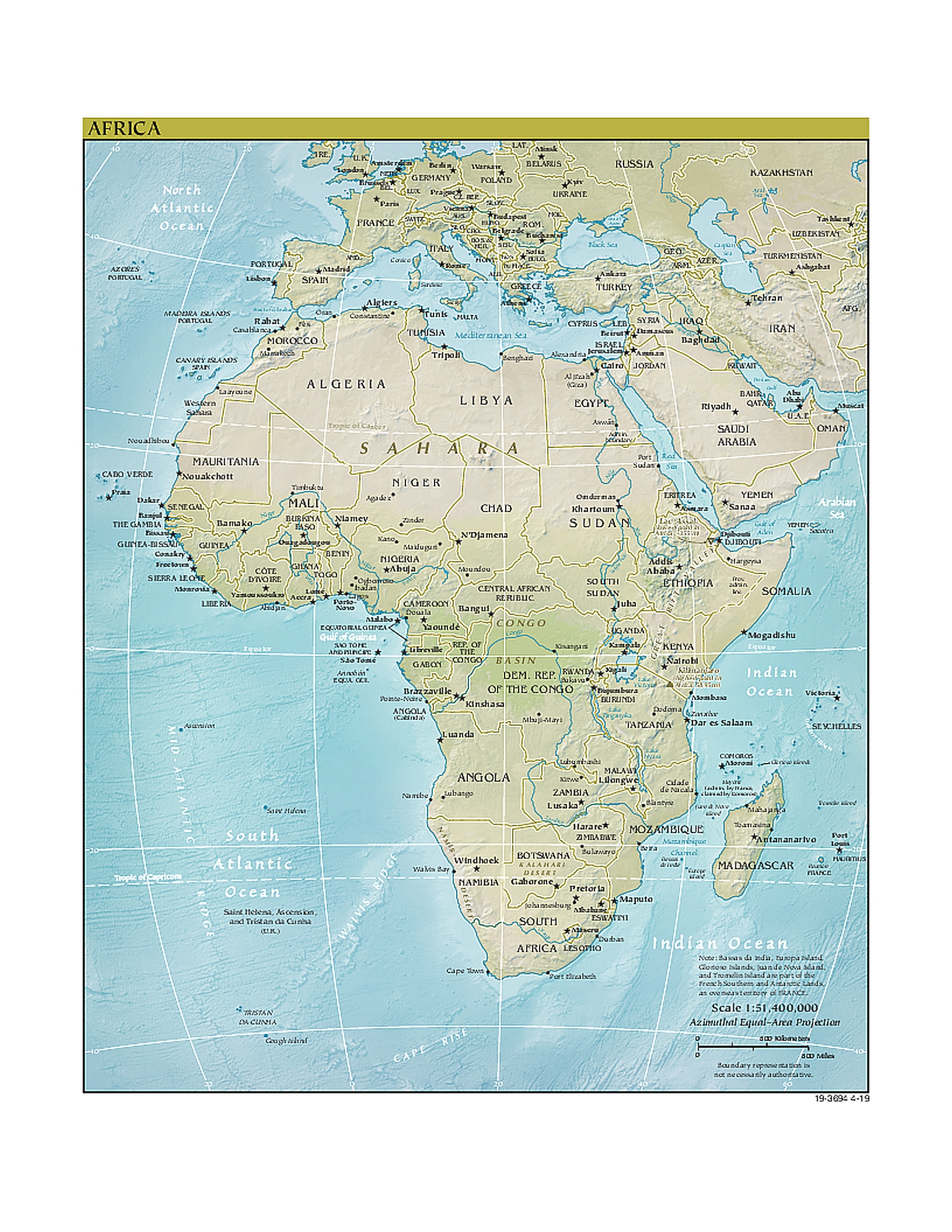
아프리카의 지도

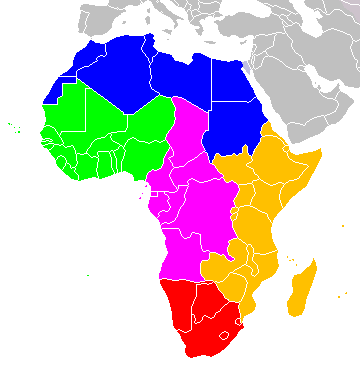
아프리카의 세부지역:
북아프리카
서아프리카
중앙아프리카
동아프리카
남아프리카

아프리카에는 55개의 국가와 9개의 속령이 있다.

## 아프리카의 나라
| 북아프리카 - 모로코 - 리비아 - 수단 - 알제리 - 이집트 - 튀니지 - 사하라 아랍 민주 공화국 서아프리카 - 카보베르데 - 모리타니 - 말리 - 부르키나파소 - 니제르 - 감비아 - 세네갈 - 기니비사우 - 기니 - 시에라리온 - 라이베리아 - 코트디부아르 - 가나 - 토고 - 베냉 - 나이지리아 중앙아프리카 - 카메룬 - 차드 - 중앙아프리카 공화국 - 상투메 프린시페 - 적도 기니 - 가봉 - 콩고 공화국 - 콩고 민주 공화국 - 앙골라 동아프리카 - 에리트레아 - 지부티 - 소말리아 - 남수단 - 에티오피아 - 우간다 - 케냐 - 르완다 - 부룬디 - 탄자니아 - 말라위 - 모잠비크 - 세이셸 - 모리셔스 - 코모로 - 마다가스카르 남아프리카 - 나미비아 - 보츠와나 - 짐바브웨 - 잠비아 - 남아프리카 공화국 - 레소토 - 에스와티니 |

## 아프리카의 속령
- 서사하라
- 마데이라 제도 (포르투갈령)
- 카나리아 제도 (스페인령)
- 아소르스 제도 (포르투갈령)
- 틀:나라자료 세인트헬레나 어센션 트리스탄다쿠냐. (영국령)
- 소말릴란드
- 잔지바르 (탄자니아)
- 마요트 (프랑스령→프랑스의 데파르트망으로 승격)
- 레위니옹 (프랑스령)